# Hasanabad (Mijandoab)
Hasanabad – wieś w Iranie, w ostanie Azerbejdżan Zachodni, w szahrestanie Mijandoab. W 2006 roku liczyła 662 mieszkańców.